# Керамкомбінат
Керамкомбінат (рос. Керамкомбинат) — селище в Іскітимському районі Новосибірської області Російської Федерації.
Входить до складу муніципального утворення Промишленна сільрада. Населення становить 1860 осіб (2017).

## Історія
Згідно із законом від 2 червня 2004 року органом місцевого самоврядування є Промишленна сільрада.

## Населення
| 1996  | 2002  | 2007  | 2010  | 2012  | 2013  | 2014  |
| ----- | ----- | ----- | ----- | ----- | ----- | ----- |
| 2021  | ↘1738 | ↗2005 | ↘1776 | ↗1815 | ↗1884 | ↘1855 |
| 2015  | 2016  | 2017  |       |       |       |       |
| ↗1860 | ↘1854 | ↗1860 |       |       |       |       |